# كيث جونسون (كاتب)
كيث جونسون (بالإنجليزية: Keith Johnson)‏ هو كاتب بريطاني، ولد في 14 أكتوبر 1938 في دارلينغتون في المملكة المتحدة.